# Lac Métabetchouane
Lac Métabetchouane är en sjö i Kanada.   Den ligger i regionen Mauricie och provinsen Québec, i den östra delen av landet, 400 km nordost om huvudstaden Ottawa. Lac Métabetchouane ligger 383 meter över havet. Arean är 7,2 kvadratkilometer. Den sträcker sig 10,6 kilometer i nord-sydlig riktning, och 5,2 kilometer i öst-västlig riktning.
I omgivningarna runt Lac Métabetchouane växer i huvudsak blandskog. Trakten runt Lac Métabetchouane är nära nog obefolkad, med mindre än två invånare per kvadratkilometer.